# Oligarchia
Oligarchia (gr. ὀλιγαρχία „panowanie nielicznych”, od wyrazów ὀλίγος oligos „nieliczny” + ἀρχή arche „władza”) – forma rządów, polegająca na sprawowaniu władzy przez niewielką grupę ludzi. Najczęściej ludzie ci wywodzili się z arystokracji lub bogatych rodzin.
Najogólniej rzecz ujmując, oligarchia to rządy mogące upodabniać się do dyktatorskich, które cechują się przywłaszczeniem suwerennej roli w państwie przez dość wąską grupę, np. wyodrębnioną ze starszyzny rodowej lub elit majątkowych. Grupa rządząca jest zamknięta i wszystkie najważniejsze stanowiska w państwie oraz realna władza jest sprawowana przez jej członków. Nawet jeśli w obrębie elity władzy toczy się mniej lub bardziej zakulisowa walka o władzę, to oligarchia na zewnątrz występuje zdecydowanie jednolitym frontem, starając się nie dopuścić do władzy innych grup społecznych.
Występowała np. w wielu poleis starożytnej Grecji, w średniowiecznym państwie egipskich mameluków (oligarchia wojskowa), w Republice Weneckiej (oligarchia kupiecka), w pewnym okresie istnienia Rzeczypospolitej szlacheckiej (oligarchia magnacka) czy w XVIII-wiecznej Wielkiej Brytanii (oligarchia arystokratyczna).
Współcześnie mianem oligarchicznego określany bywa ustrój w Rosji i na Ukrainie.
Za specyficzny rodzaj oligarchii są też uważane współczesne Chiny, gdzie władza sprawowana jest przez kolejne pokolenie komunistycznej „arystokracji”.

## Arystoteles o oligarchii
Arystoteles rozróżniał cztery rodzaje oligarchii. Wymienił je w swojej Polityce:
1. Pierwszy jej rodzaj występuje, jeśli większa liczba obywateli posiada majątek, lecz mniejszy, nie nazbyt wielki. Kto taki majątek zdobędzie, ma możność brać udział w życiu publicznym, że zaś uczestniczących w nim jest mnóstwo, więc z konieczności nie ludzie, lecz prawa władają.
2. Jeśli zamożnych ludzi jest mniej niż w poprzednim wypadku, ale większym rozporządzają majątkiem, to powstaje drugi rodzaj oligarchii, bo mając większe środki, większe podnoszą roszczenia. Dlatego sami wybierają spośród innych obywateli ludzi wchodzących do rządu państwa i odpowiednie prawo w tym względzie wydają, ponieważ nie są jeszcze dość silni, by przez prawa rządzić.
3. Jeśli zaś stan ten spotęguje się przez to, że jest ich jeszcze mniej, a większe mają majątki, powstaje trzeci stopień oligarchii, w której oni to sobie samym nadają urzędy, ale na podstawie prawa postanawiającego, że w razie śmierci któregoś syn obejmuje po nim urząd.
4. Czwarty, najbardziej zdegenerowany rodzaj oligarchii, występuje wtedy, gdy majątki ich i liczba zwolenników wzrosną nadmiernie, to będzie to panowanie wielmożów, które bliskie jest monarchii, i nie prawa wówczas, lecz ludzie są wszechwładnymi panami.

Od oligarchii, którą uważał za ustrój zdegenerowany, odróżniał jednak Arystoteles arystokrację, dobry ustrój, który oddaje rządy ludziom bezwzględnie najlepszym pod względem moralnym, a nie dobrym tylko pod pewnym względem.

## Oligarchia wstarożytnej Grecji
Oligarchia była ustrojem starożytnych Aten od schyłku okresu ciemnego do czasów wojen z Persami. Polegał on na rządach arystokracji. Po reformach Solona społeczeństwo Aten zostało podzielone na 4 klasy. Ateńczycy z najbogatszych 3 klas (dochód roczny powyżej: 1 klasa – 500 miar, 2 klasa – 300 miar, 3 klasa – 200 miar) mieli prawo zostać urzędnikami. Oligarchia była także ustrojem starożytnej Sparty – rządzili nią dwaj królowie oraz około 28 starszych obywateli. Królowie oraz najstarsi obywatele stanowili radę, zwaną geruzją.

## Oligarchia (oligarchizacja) wstarożytnym Rzymie
Społeczeństwo rzymskie dzieliło się na dwie grupy. Jedną z nich stanowili pełnoprawni obywatele, do których należały najznakomitsze i najbogatsze rody, określane jako patrycjusze, od łacińskiego określenia patres – „ojciec”.
Patrycjusze byli uprzywilejowaną warstwą społeczną w republikańskim Rzymie. Posiadali pełne prawa polityczne i – do pewnego momentu – wyłączność na obejmowanie urzędów.
Drugą grupę stanowili tak zwani obywatele niepełnoprawni, czyli plebejusze. Była to zdecydowana większość całego społeczeństwa rzymskiego.
Plebejusze stanowili warstwę społeczną, wywodząca się od ludów pobliskich z podbitych terenów lub osiedlających się w Rzymie. Plebejusze byli wolni, lecz – do pewnego momentu – nie mieli praw obywatelskich.
Najstarsi patrycjusze tworzyli senat rzymski. Był to organ doradczy, który pomagał w podjęciu najważniejszych decyzji, dotyczących państwa i społeczeństwa.

## Oligarchia w monarchii stanowej
To władza, która łączy w sobie prerogatywy absolutnego monarchy (przywódca grupy oligarchicznej jest dyktatorem) oraz reprezentacji stanowej (władza wykonawcza znajduje się w rękach grupy). Ponieważ zastępowała ona de facto monarchę i stanowe ciała przedstawicielskie, nie tolerowała działania czy nawet istnienia tych instytucji.

## Oligarchia magnacka
W XVII i XVIII wieku w Rzeczypospolitej ze względu na osłabienie pozycji króla powszechna stała się specyficzna forma oligarchii, zwana oligarchią magnacką. To specyficzny rodzaj oligarchii stanowej. Jej apogeum w Rzeczypospolitej przypadło na lata, od kiedy pojedynczy poseł po raz pierwszy zawetował przedłużenie obrad sejmu poza regulaminowy czas w 1652 roku (Władysław Wiktoryn Siciński), do czasu, w którym przyjęto reformy na sejmie konwokacyjnym w 1764 roku. Ustrój ten polegał na dużym, jeśli nie jedynym wpływie najbogatszych rodów możnowładczych na politykę zewnętrzną oraz wewnętrzną państwa. Spośród tej grupy wywodzili się także niemal wszyscy urzędnicy centralni. Posłowie już przed 1652 rokiem odwoływali się do zasady liberum veto, jednak musieli ulec pod presją autorytetu królewskiego lub nie uwzględniano ich protestów.